# Yuri Kasparián
Yuri Kaspárian (en ruso: Ю́рий Дми́триевич Каспáрян; Simferópol, RSS de Ucrania, 24 de junio de 1963) es un guitarrista y compositor ruso de rock de origen armenio. Kasparyan fue guitarrista líder de la banda de post punk originario de Leningrado, llamada Kinó. Con esta banda grabó siete discos de estudios hasta su separación en 1990, por la muerte del vocalista del grupo, Víktor Tsoi. Tras la separación de la banda, ha trabajado en otros proyectos, en calidad de guitarrista de acompañamiento.
Kasparián ha usado a lo largo de su carrera, una guitarra eléctrica Yamaha SG-200 de 1984, del color blanca, también conocidas como "Pearl White", traída en 1985 desde Finlandia por sus conocidos. Con este modelo de guitarra, Kasparyan la usado tanto en estudio como en vivo, usando múltiples pedales de efectos.

## Discografía con Kinó
- 46 (1983)
- Начальник Камчатки (Nachal'nik Kamchatki/El jefe de Kamchatka) (1984)
- Это не Любовь... (Eto Ne Lyubov'.../Esto no es amor...) (1985)
- Noch' (Ночь/Noch'/Noche) (1986)
- Gruppa Krovi (Группа Крови/Grupo Sanguíneo) (1988)
- Zvezda Po Imeni Solntse (Звезда по Имени Солнце/Una Estrella llamada Sol) (1989)
- Кино (Kinó, titulado popularmente como Чёрный Альбом/Chornyy Al'bom/El Álbum Negro) (1990)